# Griko
Griko, im Griechischen oft als Katoitaliótika (Κατωιταλιώτικα: „Niederitalienisch“) bezeichnet, ist eine italo-griechische Sprachfamilie, die altgriechische, byzantinisch-griechische und italienische Elemente aufweist und in der Magna-Graecia-Region im süditalienischen Apulien, in Süd-Kalabrien und vereinzelt auch auf Sizilien gesprochen wird. 

## Verbreitung

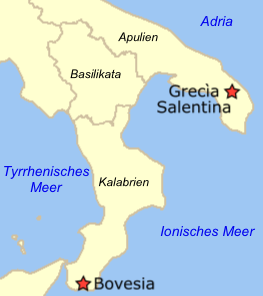
Lage der Griko-Sprachinseln in Süditalien

Es existieren heute im Wesentlichen zwei kleine Griko sprechende Gemeinschaften:
1) Im apulischen Griko-Sprachraum, in dem das sogenannte salentinische Griechisch beziehungsweise der Griechisch-salentinische Dialekt (Italienisch: Salentinu oder Salentino) gesprochen wird. Er umfasst neun kleine Städte mit einer Bevölkerung von 40.000 Menschen in der Region Grecìa Salentina in Süd-Apulien der Provinz Lecce (siehe auch Salento): Calimera, Martano, Castrignano de’ Greci, Corigliano d’Otranto, Melpignano, Soleto, Sternatia, Zollino und Martignano. 
2) Im kalabrischen Griko-Sprachraum, in dem der Griechisch-kalabrische Dialekt (auch Griechisch-bovesianischer Dialekt oder „Grecanico“ genannt) gesprochen wird. Er umfasst ebenfalls neun Orte im Süden von Kalabrien, die jedoch weniger Einwohner haben. Da dieser Dialekt vorwiegend von älteren Leuten gesprochen und kaum an Kinder weitergegeben wird, liegt die Sprecherzahl deutlich unter der Einwohnerzahl.

## Herkunft
Es existieren zwei Theorien über die Herkunft und Entstehung von Griko:
- Die Theorie von Gerhard Rohlfs und Georgios N. Chatzidakis besagt, dass die Wurzeln des Griko noch bis in die Antike zurückreichen, als Griechen im 8. Jahrhundert v. Chr. in Süditalien Kolonien gründeten (griechische Kolonisation). Rohlfs begründet das unter anderem mit den eigentümlichen Negations- und Affirmationspartikeln denge und umme, die in keinem neugriechischen Dialekt vorkommen, sich aber aus dem Altgriechischen herleiten lassen.[2]
- Giuseppe Morosis Theorie (1870) besagt, Griko sei aus der Sprache byzantinischer Siedler entstanden, die sich um das 9. Jahrhundert in der Region niederließen.

Die erstere Theorie stützt sich auf sprachliche Merkmale des Griko, z. B. dorische Wörter und weitere altgriechische Elemente, die noch enthalten sind.
Griko ist eine vom italienischen Parlament anerkannte Minderheitensprache.